# Royal Shakespeare Company
The Royal Shakespeare Company (RSC) – jeden z największych brytyjskich zespołów teatralnych. Wywodzi się z tradycji dziewiętnastowiecznych. Główna siedziba zespołu znajduje się w Stratford-upon-Avon. Zatrudnia 700 pracowników i daje około 20 premier rocznie.

## Historia
Aczkolwiek w Stradford sztuki Szekspira wystawiano regularnie już od śmierci pisarza pierwszy stały teatr dedykowany mu,  Shakespeare Memorial Theatre (700 miejsc) otwarto 23 kwietnia 1879 wystawieniem Wiele hałasu o nic. Przez następne 50 lat dano tu wiele premier, w 1925 teatrowi przyznano przywilej królewski.
6 marca 1926 roku pożar strawił wnętrze teatru pozostawiając wypalone mury, teatr przeniósł się czasowo do zaadaptowanego kina. Rozpoczęto zbiórkę funduszy na odbudowę, głównie w USA.
W styczniu 1928 roku rozstrzygnięto konkurs na projekt nowego teatru w stylu art déco budynek został otwarty w dniu 23 kwietnia 1932 roku (urodziny Szekspira). Budynek jest nadal używany. w latach 2007–2010 przeszedł gruntowną modernizację.
W roku 1959 ówczesny dyrektor Memorial Theatre, Peter Hall zapowiedział utworzenie stałego zespołu teatralnego. Reżyser zaproponował inkorporację drugiego teatru położonego w Londynie. Fundacja zaczęła wynajmować pomieszczenia Aldwych Teatre, lecz nigdy nie doszło do zakupu tej oraz jakiegokolwiek innej sali. Royal Shakespeare Company zarządzająca tymi widowniami formalnie powstała w dniu 20 marca 1961 r. a Shakespeare Memorial Theatre królewskim edyktem przemianowano na Royal Shakespeare Theatre.

## Teatry

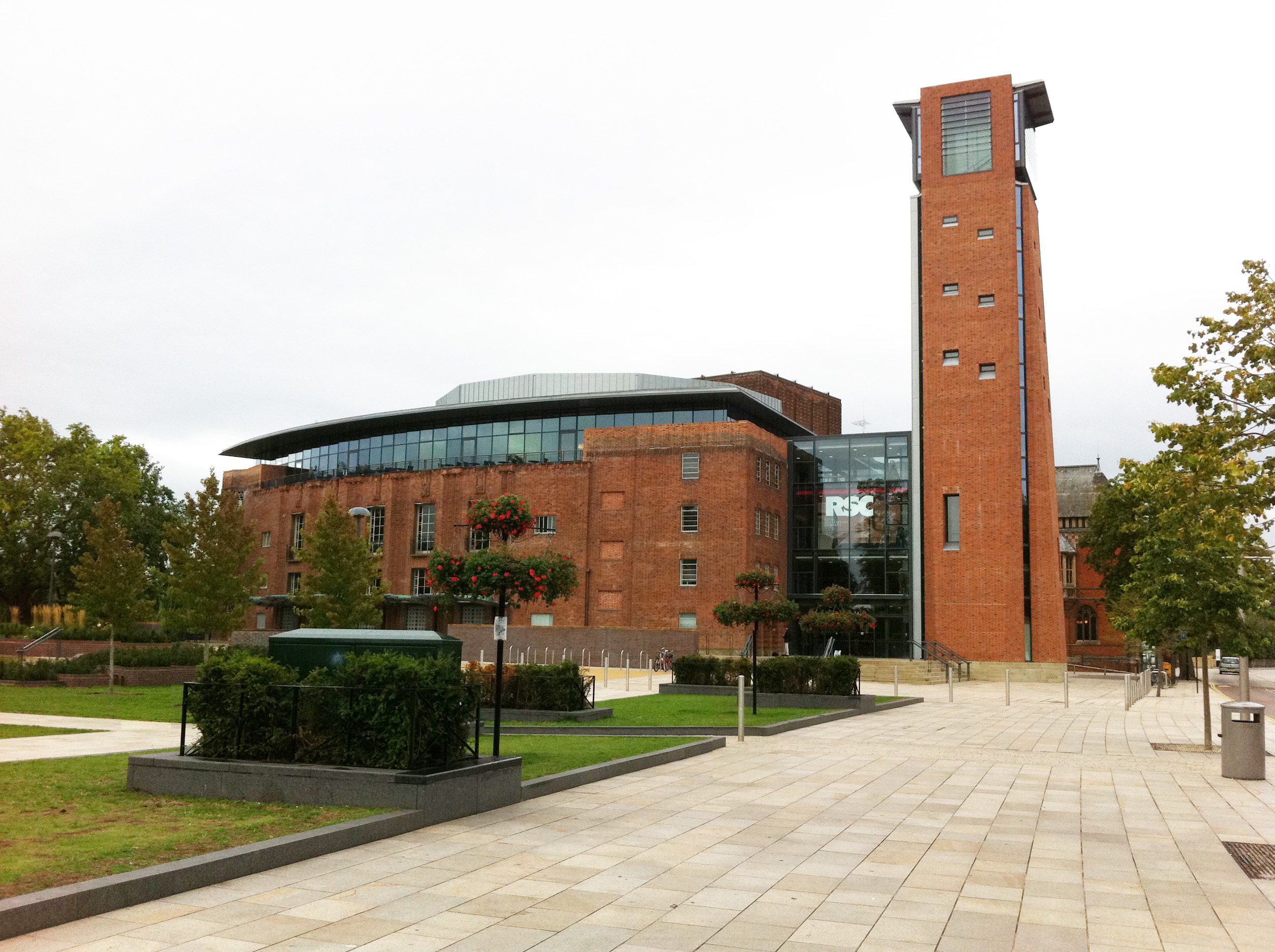
Budynek Royal Shakespeare Theatre w Stradford

### Stradford
W chwili obecnej RSC zarządza dwoma stałymi teatrami w Stratford-upon-Avon:
- Royal Shakespeare Theatre, który po przebudowie z 2010 roku mieści ponad 1000 widzów,
- Swan Theatre na około 340 miejsc oddany do użytku 8 maja 1986 – przylegający do Royal Shakespeare Theatre.

Na czas przebudowy powstał tymczasowy The Courtyard Theatre, który w 2012 został wykorzystany również do przedstawień w ramach World Shakespeare Festival.

### Londyn

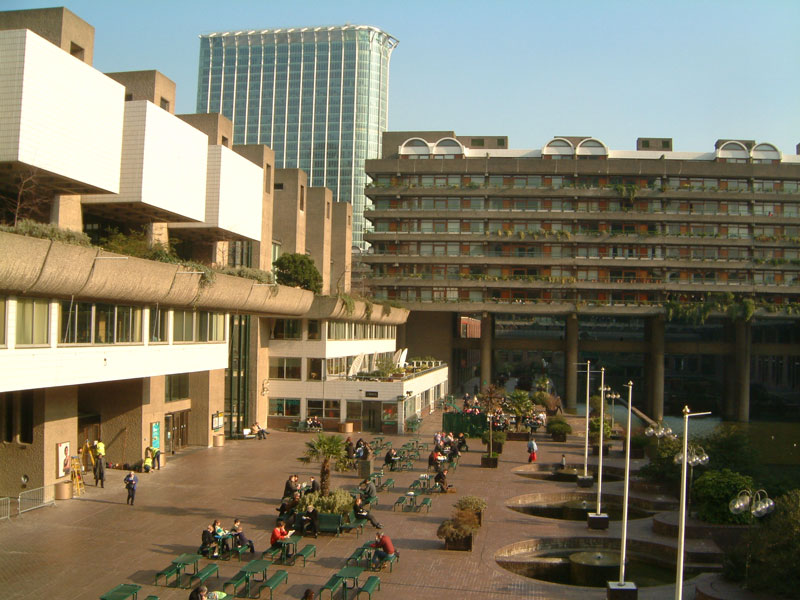
Barbican Centre – wieloletnia londyńska siedziba RSC

Zespół wielokrotnie zmieniał dzierżawione teatry londyńskie. Na przestrzeni lat miał siedzibę m.in. w:
- Aldwych Theatre (od 1962),
- The Place (od 1968),
- Covent Garden,
- Barbican Centre (od 1982 do 2002)

RSC występowało także okazjonalnie w:
- Mermaid Theatre
- Almeida Theatre (1988 i 1989),
- Young Vic,
- Playhouse Theatre,
- Novello Theatre (2006),
- Roundhouse w Camden (2008),
- Gielgud Theatre

## Dyrektorzy artystyczni
- Peter Hall (1960–1968)
- Trevor Nunn (1968–1986)
- Terry Hands (1978–1991)
- Adrian Noble (1991–2003)
- Michael Boyd (2003–2012)
- Greg Doran (od 2012)

W latach 1978–1986 teatr był zarządzany jednocześnie przez 2 dyrektorów artystycznych. Okres ten jest powszechnie uważany za szczytowy etap świetności teatru.

## Główne produkcje
- Koriolan, reż. Peter Hall (1959)
- Król Lear, reż. Peter Brook (1962)
- Hamlet,  reż. Peter Hall (1965)
- Sen nocy letniej, reż. Peter Brook (1962) (1970)
- Old Times (Harold Pinter), reż. Peter Hall(1971)
- Juliusz Cezar, reż. Trevor Nunn (1973)
- Antoniusz i Kleopatra, reż. Trevor Nunn (1973)
- Ryszard II, reż. John Barton (1974)
- Hamlet, reż. Buzz Goodbody (1976)
- Romeo i Julia, reż. Trevor Nunn (1976)
- Wiele hałasu o nic, reż. John Barton (1976)
- Komedia omyłek – musical, reż. Trevor Nunn i Guy Woolfenden (1976)
- Makbet, reż. Trevor Nunn (1976–1977)
- Nicholas Nickleby, reż. Trevor Nunn i John Caird (1980),
- Wiele hałasu o nic, reż. Terry Hands
- Ryszard III, reż. Bill Alexander (1984)
- Les Misérables, reż. Trevor Nunn (1985)
- Niebezpieczne związki, reż. Howard Davies (1985)
- Tytus Andronikus, reż. Deborah Warner (1988)
- Otello, reż. Trevor Nunn (1989)
- Hamlet, reż. Adrian Noble (1992)
- Koriolan, reż. David Thacker (1994)
- Hamlet, reż. Michael Boyd (2004)
- Hamlet, reż. Gregory Doran (2008)
- Matilda,  reż.  Matthew Warchus (2010)

## Aktorzy związani z RSC
- Sean Bean
- Brian Blessed
- Kenneth Branagh
- Ian Charleson
- Tim Curry
- Daniel Craig
- Judi Dench
- Edith Evans
- Mia Farrow
- Albert Finney
- Michael Gambon
- John Gielgud
- Nigel Hawthorne
- Dustin Hoffman
- Jeremy Irons
- Derek Jacobi
- Emrys James
- Ben Kingsley
- Jude Law
- Vivien Leigh
- John Lithgow
- Calvin Lockhart
- Alec McCowen
- Ian McKellen
- Ian McDiarmid
- Helen Mirren
- Gary Oldman
- Peter O’Toole
- Laurence Olivier
- Vanessa Redgrave
- Ian Richardson
- Alan Rickman
- Michael Sheen
- Patrick Stewart
- David Tennant
- Zoë Wanamaker